# Sílvia Soler Espinosa
Dit is een Spaanse naam; Soler is de vadernaam en Espinosa is de moedernaam.
Sílvia Soler Espinosa (Elx, 19 november 1987) is een tennisspeelster uit Spanje. Haar favoriete ondergrond is gravel. Zij speelt rechtshandig en heeft een tweehandige backhand.

## Loopbaan

### Enkelspel
Soler Espinosa debuteerde in 2003 op het ITF-toernooi van Almería (Spanje). Zij stond in 2007 voor het eerst in een finale, op het ITF-toernooi van Beloura-Sintra (Portugal) – hier veroverde zij haar eerste titel, door de Nederlandse Romana Janshen te verslaan. In totaal won zij vijf ITF-titels, de meest recente in 2016 in Rome (Italië).
In 2009 speelde Soler Espinosa voor het eerst op een WTA-hoofdtoernooi, op het toernooi van Marbella, als lucky loser. In 2011 plaatste zij zich voor haar eerste grandslamtoernooi op Roland Garros, waar zij in de eerste ronde won van Jelena Vesnina. In 2012 vertegenwoordigde zij Spanje op de Olympische Spelen in Londen – zij strandde in de eerste ronde. Zij stond in 2014 voor het eerst in een WTA-finale, op het toernooi van Straatsburg – zij verloor van de Puerto-Ricaanse Mónica Puig.
Haar beste resultaat op de grandslamtoernooien is het bereiken van de derde ronde. Haar hoogste notering op de WTA-ranglijst is de 54e plaats, die zij bereikte in mei 2012.

### Dubbelspel
Soler Espinosa is in het dubbelspel minder actief dan in het enkelspel. Zij debuteerde in 2005 op het ITF-toernooi van Mallorca (Spanje), samen met landgenote Anna Font Estrada. Zij stond in 2006 voor het eerst in een finale, op het ITF-toernooi van Torrent (Spanje), samen met landgenote Carla Suárez Navarro – zij verloren van het duo Jekaterina Makarova en Gabriela Velasco Andreu.
In 2009 speelde Soler Espinosa voor het eerst op een WTA-hoofdtoernooi, op het toernooi van Madrid, samen met de Argentijnse María Emilia Salerni. Zij stond in 2014 voor het eerst in een WTA-finale, op het toernooi van Florianópolis, samen met de Italiaanse Francesca Schiavone – zij verloren van het koppel Anabel Medina Garrigues en Jaroslava Sjvedova. Later dat jaar veroverde Soler Espinosa haar eerste WTA-titel, op het toernooi van New Haven, samen met de Sloveense Andreja Klepač, door het koppel Marina Erakovic en Arantxa Parra Santonja te verslaan.
Haar beste resultaat op de grandslamtoernooien is het bereiken van de kwartfinale. Haar hoogste notering op de WTA-ranglijst is de 39e plaats, die zij bereikte in april 2014.

### Tennis in teamverband
In de periode 2012–2015 maakte Soler Espinosa deel uit van het Spaanse Fed Cup-team – zij behaalde daar een winst/verlies-balans van 4–9.

## Posities op deWTA-ranglijst
Positie per einde seizoen:
| jaartal | ranking enkelspel | ranking dubbelspel |
| ------- | ----------------- | ------------------ |
| 2003    | 958               | –                  |
| 2004    | 689               | –                  |
| 2005    | 484               | –                  |
| 2006    | 428               | 288                |
| 2007    | 309               | 429                |
| 2008    | 187               | 381                |
| 2009    | 183               | 321                |
| 2010    | 170               | 387                |
| 2011    | 82                | 454                |
| 2012    | 83                | 177                |
| 2013    | 82                | 48                 |
| 2014    | 68                | 45                 |
| 2015    | 142               | 71                 |

## Palmares
| Legenda                 |
| ----------------------- |
| Grandslamtoernooi       |
| Olympische Spelen       |
| Year-End Championships  |
| Premier Mandatory       |
| Premier Five / WTA 1000 |
| Premier / WTA 500       |
| International / WTA 250 |
| Challenger / WTA 125    |

### WTA-finaleplaatsen enkelspel
| nr.              | finaledatum | toernooi        | ondergrond | tegenstandster | score         |         |
| ---------------- | ----------- | --------------- | ---------- | -------------- | ------------- | ------- |
| gewonnen finales |             |                 |            |                |               |         |
| geen             |             |                 |            |                |               |         |
| verloren finales |             |                 |            |                |               |         |
| 1.               | 2014-05-24  | WTA Straatsburg | gravel     | Mónica Puig    | 4-6, 3-6      | details |
| 2.               | 2016-04-16  | WTA Bogota      | gravel     | Irina Falconi  | 2-6, 6-2, 4-6 | details |

### WTA-finaleplaatsen vrouwendubbelspel
| nr.              | finaledatum | toernooi          | ondergrond | partner             | tegenstandsters                            | score            |         |
| ---------------- | ----------- | ----------------- | ---------- | ------------------- | ------------------------------------------ | ---------------- | ------- |
| gewonnen finales |             |                   |            |                     |                                            |                  |         |
| 1.               | 2014-08-23  | WTA New Haven     | hardcourt  | Andreja Klepač      | Marina Erakovic Arantxa Parra Santonja     | 7-5, 4-6, [10-7] | details |
| verloren finales |             |                   |            |                     |                                            |                  |         |
| 1.               | 2014-03-01  | WTA Florianópolis | hardcourt  | Francesca Schiavone | Anabel Medina Garrigues Jaroslava Sjvedova | 6-7, 6-2, [3-10] | details |

## Prestatietabel grandslamtoernooien
| Legenda | Legenda                          |
| ------- | -------------------------------- |
| g.t.    | geen toernooi gehouden           |
| l.c.    | lagere categorie                 |
| –       | niet deelgenomen                 |
| G       | uitgeschakeld in de groepsfase   |
| 1R      | uitgeschakeld in de eerste ronde |
| 2R      | uitgeschakeld in de tweede ronde |
| 3R      | uitgeschakeld in de derde ronde  |
| 4R      | uitgeschakeld in de vierde ronde |
| KF      | uitgeschakeld in de kwartfinale  |
| HF      | uitgeschakeld in de halve finale |
| F       | de finale verloren               |
| W       | het toernooi gewonnen            |
| w-v     | winst/verlies-balans             |

### Enkelspel
| Toernooi        | 2011 | 2012 | 2013 | 2014 | 2015 | 2016 |
| --------------- | ---- | ---- | ---- | ---- | ---- | ---- |
| Australian Open | –    | 1R   | 1R   | 1R   | 2R   | –    |
| Roland Garros   | 2R   | –    | 2R   | 3R   | 2R   | 1R   |
| Wimbledon       | –    | 2R   | 2R   | 2R   | 2R   | 1R   |
| US Open         | 3R   | 3R   | 1R   | 1R   | –    |      |

### Vrouwendubbelspel
| Toernooi        | 2012 | 2013 | 2014 | 2015 | 2016 |
| --------------- | ---- | ---- | ---- | ---- | ---- |
| Australian Open | 2R   | KF   | KF   | 3R   | 1R   |
| Roland Garros   | –    | 1R   | 1R   | KF   | –    |
| Wimbledon       | –    | 3R   | 1R   | 1R   | –    |
| US Open         | 2R   | 1R   | 1R   | 1R   |      |